# Eco (AV女優)
eco（えこ、1987年9月28日 - ）は、日本のAV女優。
青森県出身、血液型はO型。趣味は映画鑑賞で、特技は日本舞踊とUFOキャッチャー。
ファイブプロモーション所属。

## 略歴
- 2008年7月に『グラビアアイドルAVデビュー！ 恥丘に優しいecoキュート』（プレミアム）よりAVデビュー。

## 作品

### イメージビデオ
- GOKUERO eco（2008年4月20日、レイフル）
- 爆乳デカップ No.6（2008年11月6日、メディア・クライス）他出演:花木衣世、倉沢千鶴子、長澤あずさ、川村りか

### アダルトビデオ
2008年
- 逆ナン日本代表シコシコJAPAN 散る編（2月21日、Hunter）共演:杉田わか、蛯沢ケイ、沢尻もも美、長谷川なぁみ
- だるま露出 09（6月19日、桃太郎映像出版）
- グラビアアイドルAVデビュー! 恥丘に優しいecoキュート（7月7日、プレミアム）※デビュー作
- 天然美乳アイドルの大量顔射とゴックン。（8月7日、プレミアム）
- 絶品BODYと黒人FUCK（9月7日、プレミアム）
- eco 生中出しスペシャル（10月7日、プレミアム）
- プレミア女優のフェラチオBEST 3 4時間（10月7日、プレミアム）
- 初めての、アナルFUCK（11月7日、プレミアム）
- HANABI 13（12月2日、プレステージ）
- 卑猥なEカップ eco（12月6日、HMJM）
- HOT HONEY OF TOKYO VOL.01（12月11日、プレステージ）
- E-BODY eco（12月13日、E-BODY）
- GLAMOUROUS eco（12月19日、レアル・ワークス）

2009年
- 恥ずかしいカラダ eco（1月3日、HMJM）
- 誘惑、女教師。男子をたぶらかす年上のオンナ eco（1月5日、ドリームチケット）
- プレミア女優の騎乗位FUCK4時間スペシャル2（1月7日、プレミアム）
- 鬼盛り 第一弾（1月7日、桃太郎映像出版）
- アマゾネス eco（1月15日、隼エージェンシー）
- E-BODY野外FUCK VOL.1（1月16日、GLAY'z）他出演:モカ、石川みずき、仲村ろみひ
- PLAY GIRL 03（1月16日、レアル・ワークス）他出演:鈴木さとみ、なち、ひなのりく
- 生中出し 新入女子社員 3（1月16日、メディアステーション）他出演:片瀬くるみ、七瀬ゆうり、雪見紗弥、月野りさ
- イクと腰が抜けちゃうの。 eco（1月19日、乱丸）
- 全裸体力測定 （2月6日、TMA）共演:石川みずき、仲村ろみひ、モカ
- こだわりの手コキ 4時間SP 11 33人のハンドメイド （3月15日 隼エージェンシー）他32名出演
- 羞恥指令!! 恥ずかしい水着でAV撮影して下さい!（4月13日、MOODYZ）共演:茅ヶ崎ありす、はるか悠、亜佐倉みんと、柳田やよい
- フェラコレ2009春SP　30人のフェラジェンヌ （4月15日 隼エージェンシー）他29名出演
- 強制労働所の美しき女番 （4月19日、ROOKIE）共演:水城奈緒、綾瀬メグ、大塚咲、星アンジェ
- レイプ240 V 〜理不尽にレイプされる14人のギャル〜（12月15日、ハヤブサ）共演:早乙女ルイ、キヨミジュン、涼宮ラム、星乃せあら、稲森ケイト、芽衣奈、綾瀬メグ、佐伯奈々、他5名